# Ao Vivo em Goiânia (álbum de Cristiano Araújo)
Ao Vivo em Goiânia é o segundo álbum ao vivo do cantor sertanejo Cristiano Araújo, lançado em 2012 pela Som Livre. O álbum contou com a produção musical de Bigair dy Jaime e direção de vídeo de Rafael Terra. O show foi gravado no dia 8 de fevereiro no Atlanta Music Hall, em Goiânia, contando com uma mega produção e um público de 70 mil pessoas presentes. Um dos pontos altos do espetáculo foi o painel de LED de última geração com efeitos incríveis. Trouxe também as participações de Bruno & Marrone, Hugo Henrique, Fernando & Sorocaba, Israel & Rodolffo, João Reis (pai do cantor), Zé Ricardo & Thiago e Cuiabano Lima.

## CD
| N.º            | Título                                                                         | Compositor(es)                                               | Duração  |  |
| 1.             | "É Fato"                                                                       | Cristiano Araújo                                             | 3:24     |  |
| 2.             | "Eu Sou Seu Meu Bem"                                                           | Rafael/Joelson/Roniel                                        | 2:53     |  |
| 3.             | "Me Apego"                                                                     | Nivardo Paz/Raynner Sousa                                    | 3:32     |  |
| 4.             | "Efeitos"                                                                      | Cristiano Araújo/Raynner Sousa/D'Stefany Lima/Vitor Leonardo | 3:21     |  |
| 5.             | "Além da Lenda"                                                                | Cristiano Araújo                                             | 3:05     |  |
| 6.             | "Bara Bara" (participação de Bruno & Marrone)                                  | Dorgival Dantas                                              | 2:50     |  |
| 7.             | "Pot-Pourri: Relaxa / Bebendo, Cantando e Chorando"                            | Junior Lobo                                                  | 4:06     |  |
| 8.             | "Delírios de Amar" (participação de Hugo Henrique)                             | Cristiano Araújo/Vitor Leonardo                              | 3:07     |  |
| 9.             | "Assim Você Mata o Papai" (participação de Fernando & Sorocaba)                | Nico Andrade                                                 | 3:07     |  |
| 10.            | "Não Sei Me Controlar"                                                         | Jairo Góes/Marcelo Martins/Juliano Tchula                    | 3:38     |  |
| 11.            | "Você Mudou (Making Love Out of Nothing at All)"                               | Jim Steinman/versão: Sandro Lemes                            | 4:05     |  |
| 12.            | "Tá Mais Pra Capetinha"                                                        | Mauricio Mello                                               | 2:52     |  |
| 13.            | "Frases de Fogo"                                                               | Sérgio Porto/Marcelo Martins                                 | 3:05     |  |
| 14.            | "Resgate"                                                                      | Cristiano Araújo/Raynner Sousa/D'Stefany Lima/Humberto Jr    | 3:23     |  |
| 15.            | "Mente Pra Mim"                                                                | Bigair Dy Jaime/Israel Novaes/Gusttavo Lima/Matheus Aleixo   | 2:56     |  |
| 16.            | "Quando Tem Que Acontecer"                                                     | Nivardo Paz                                                  | 3:23     |  |
| 17.            | "Na Minha Mente" (participação de Israel & Rodolffo)                           | Nivardo Paz                                                  | 3:37     |  |
| 18.            | "Teu Coração Ainda é Meu"                                                      | Nivardo Paz/Leo Brigante                                     | 3:19     |  |
| 19.            | "Meus Sentimentos"                                                             | Xanddy                                                       | 03:23    |  |
| 20.            | "Deste Lado Ou do Outro" (participação de Zé Ricardo & Thiago e Cuiabano Lima) | Cristiano Araújo/Raynner Sousa                               | 3:13     |  |
| 21.            | "Deixa Eu Te Amar"                                                             | Bigair Dy Jaime/Wenio Martins                                | 3:11     |  |
| Duração total: | Duração total:                                                                 | Duração total:                                               | 01:09:29 |  |

## DVD

### Faixas
| DVD            | |          |  |
| N.º            | Título | Duração  |  |
| 1.             | "Abertura Live Cristiano Araújo 2012 / É Fato"                                                                |          |  |
| 2.             | "Eu Sou Seu Meu Bem"                                                                                          |          |  |
| 3.             | "Me Apego" |          |  |
| 4.             | "Efeitos" |          |  |
| 5.             | "Além da Lenda"                                                                                               |          |  |
| 6.             | "Bara Bara" (participação de Bruno & Marrone)                                                                 |          |  |
| 7.             | "Pot-Pourri: Relaxa / Bebendo, Cantando e Chorando"                                                           |          |  |
| 8.             | "Delírios de Amor" (participação de Hugo Henrique)                                                            |          |  |
| 9.             | "Assim Você Mata o Papai" (participação de Fernando & Sorocaba)                                               |          |  |
| 10.            | "Não Sei Me Controlar"                                                                                        |          |  |
| 11.            | "Você Mudou (Making Love Out of Nothing at All)"                                                              |          |  |
| 12.            | "Tá Mais Pra Capetinha"                                                                                       |          |  |
| 13.            | "Frases de Fogo"                                                                                              |          |  |
| 14.            | "Resgate" |          |  |
| 15.            | "Mente Pra Mim"                                                                                               |          |  |
| 16.            | "Quando Tem Que Acontecer"                                                                                    |          |  |
| 17.            | "Na Minha Mente" (participação de Israel & Rodolffo)                                                          |          |  |
| 18.            | "Teu Coração Ainda é Meu"                                                                                     |          |  |
| 19.            | "Meus Sentimentos"                                                                                            |          |  |
| 20.            | "Pot-Pourri: Essa Noite Foi Maravilhosa (Wonderful Tonight) / Não Precisa Perdão" (participação de João Reis) |          |  |
| 21.            | "O Tanto Que Eu Te Amo"                                                                                       |          |  |
| 22.            | "Deste Lado Ou do Outro" (participação de Zé Ricardo & Thiago e Cuiabano Lima)                                |          |  |
| 23.            | "Deixa Eu Te Amar"                                                                                            |          |  |
| 24.            | "Cuida de Mim Todo Dia"                                                                                       |          |  |
| Duração total: | Duração total:                                                                                                | 01:27:02 |  |